# Iglesia Parroquial del Santo Niño de Mabini

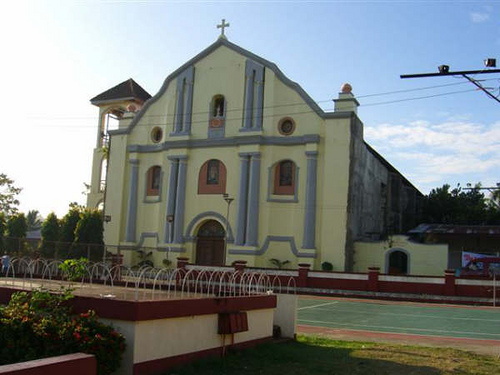
Fassade der Santo Nino Parish Church

Die Iglesia Parroquial del Santo Niño de Mabini oder Simbahan ng Mabini (auch: Santo Niño Parish Church, Mabini Church) ist eine katholische Kirche in der Stadtgemeinde Mabini (früher Balincaguin) in der Provinz Pangasinan, Philippinen. Sie wurde 1830 von Fray Andrés del Espiritu Santo gegründet und dem Kirchenpatronat des Heiligen Jesuskindes Santo Niño de Cebu geweiht.

## Geschichte
Die Kirche hat in ihrer Geschichte mehrere Katastrophen erlebt. In der Great Flood of 1832 wurde der Convent der Kirche überflutet. Daraufhin wurde das Gebäude auf eine höhere Stelle verlegt, wo es bis heute steht. Die Kirche wurde 1852 durch einen Blitz getroffen und das Gebäude brannte aus, weil viel Silberhaargras (Imperata cylindrica, cogon grass) im Gebäude gelagert war. Padre Mariano Torrente erneuerte die Kirche in seiner Amtszeit zwischen 1858 und 1872. 49 Jahre nach der ersten Flut ereignete sich die Flood of Don Nicolas (1881), in der fast der 20 m hohe Olumbuaya Hill überspült wurde. Zwischen 1893 und 1898 wurden von Padre Epifanio Vergara mehrfach Reparaturen vorgenommen. Die Flood of Don Osting ereignete sich 1957. Damals waren mehr als 700 Menschen in den tiefliegenden Gebieten betroffen.
Am 12. Dezember 1999 wurde das Kirchengebäude von 1830 durch ein starkes Erdbeben zerstört. Kaum mehr als die Fundamente blieb erhalten. Der Großteil der Mauern, die Fassade und der Altar stürzten ein. Die Kirche wurde wieder aufgebaut und 2005 neu geweiht. Der alte Konvent und das Parish Office wurden dabei auf die gegenüberliegende Seite der Kirche verlegt (bis 2006). An der Stelle stand vorher eine Kapelle.

## Architektur
Die Kirche wurde ursprünglich im Stil der Früh-Renaissance erbaut. Die Fassade ist gegliedert durch große dorische Pilaster auf Postamenten, welche die Höhe des ersten Stockwerks erreichen. Die paarweisen Pilaster in der Mitte flankieren den Eingang bis zur Giebelverzierung (pediment). Es gab halbkreisförmige Fenster an den oberen Wänden im zweiten Geschoss. Eine Statuen-verzierte Wandnische und runde Fenster befinden sich im Giebelbereich. Der Glockenturm auf der linken Seite wurde später ergänzt.